# Rusticité

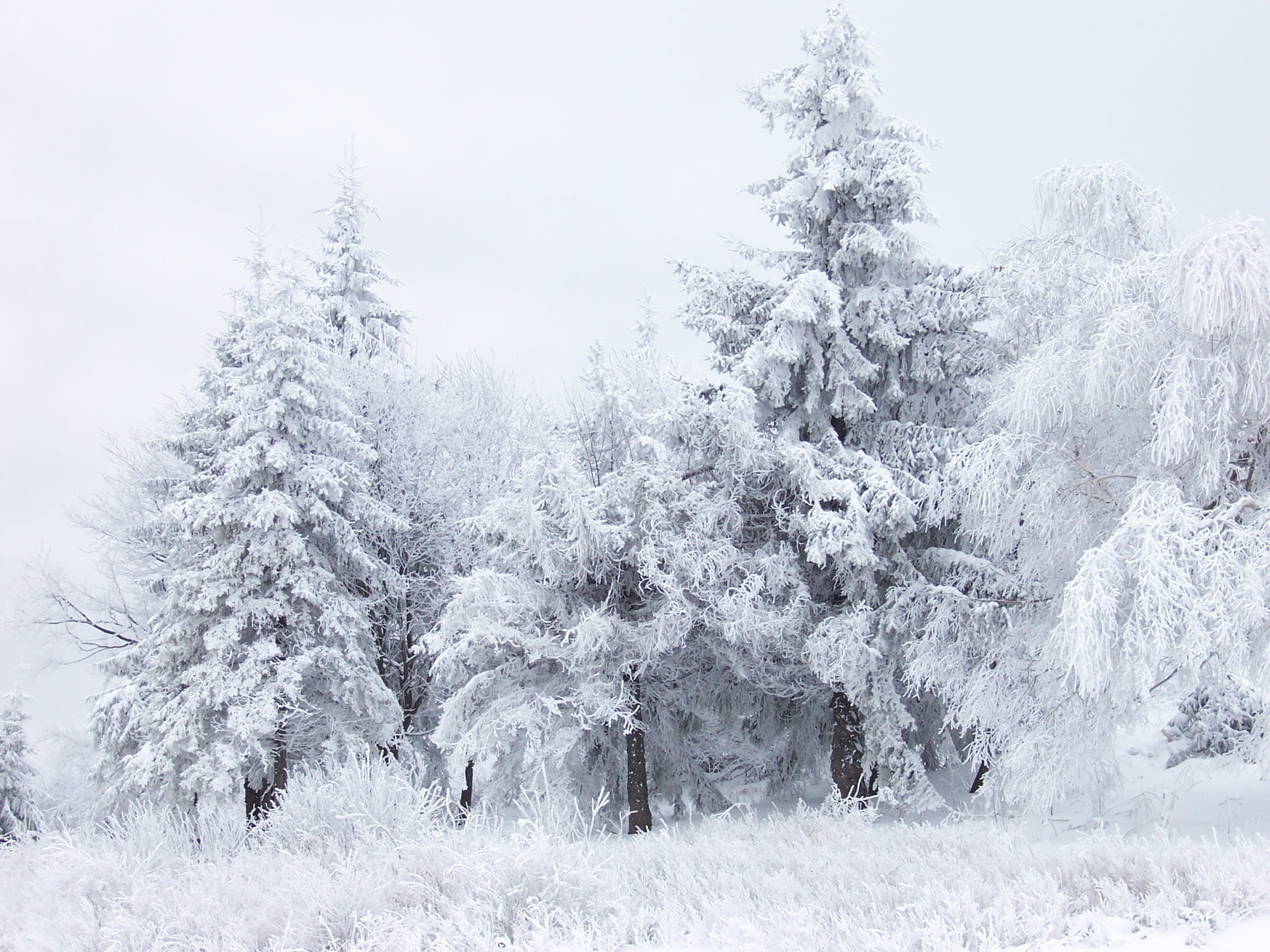

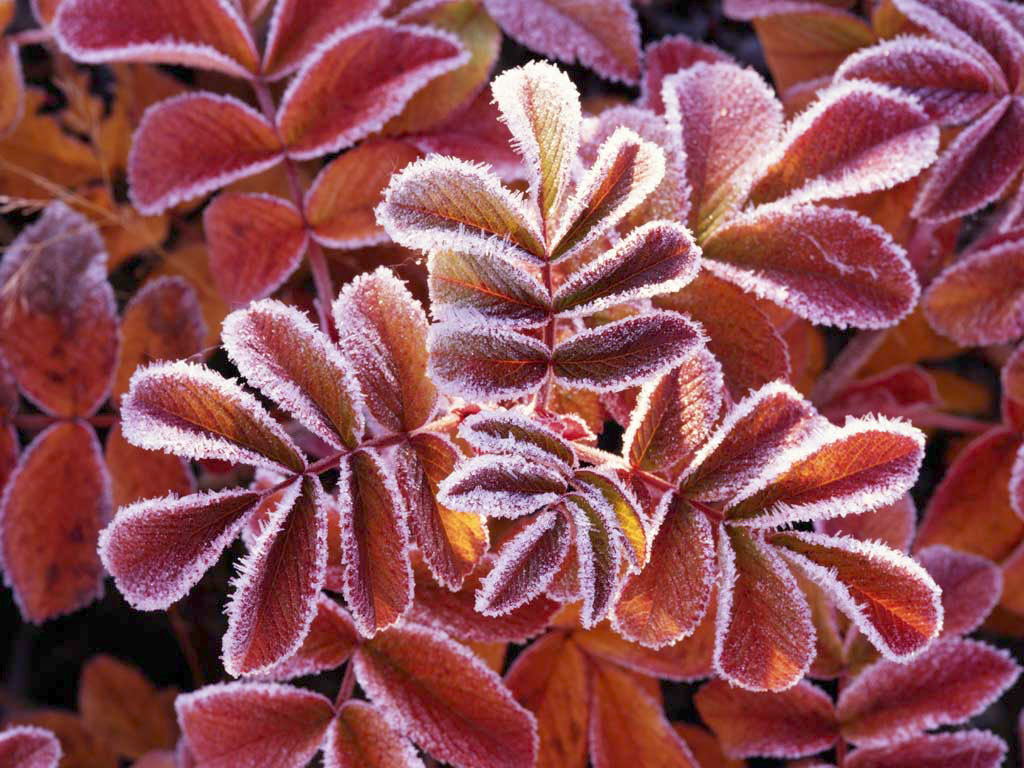

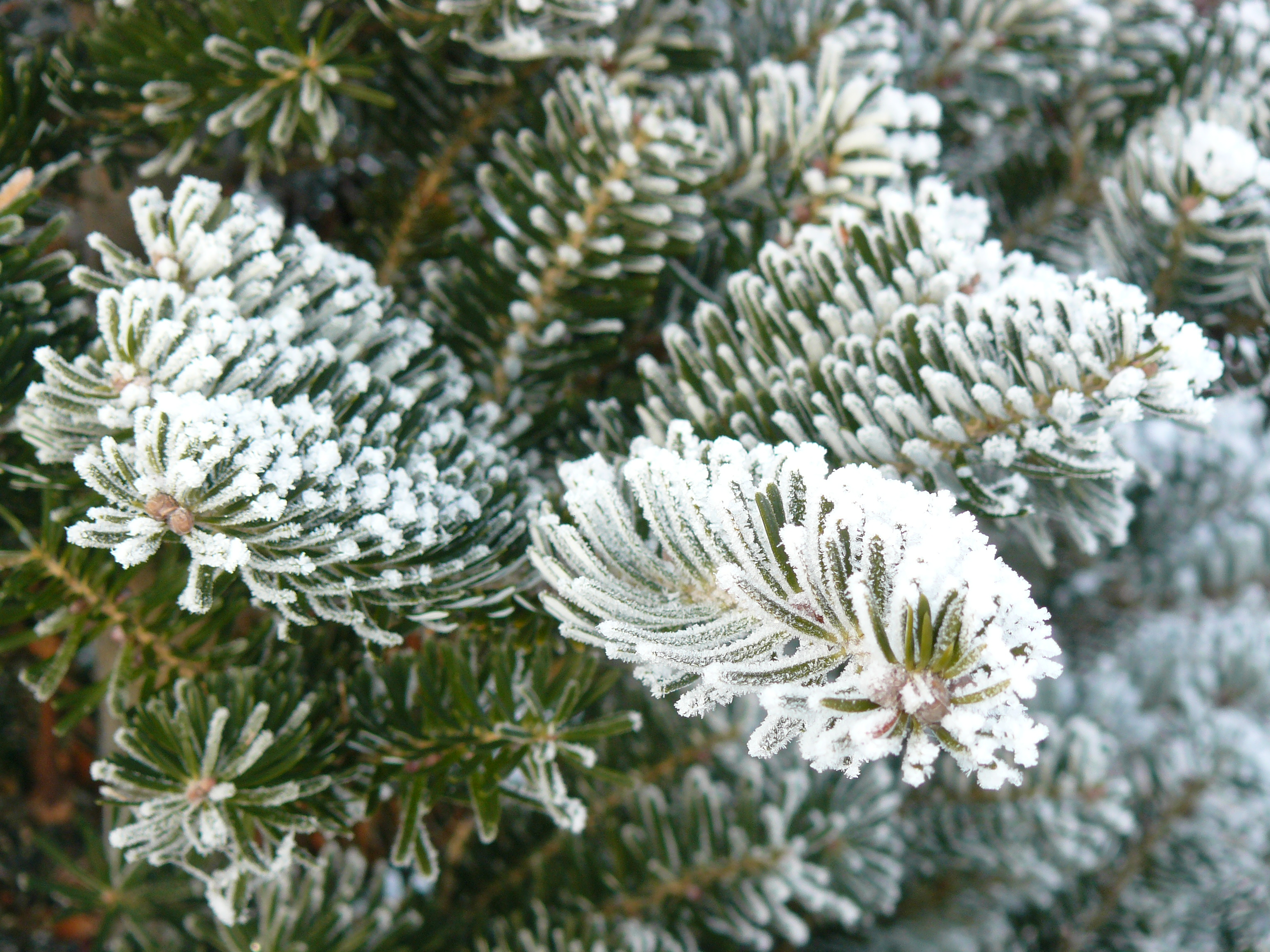

La rusticité est la capacité des plantes à résister à un complexe d'influences environnementales pendant l'hiver et au début du printemps ; ou plus généralement sa capacité à supporter des conditions de vie défavorables. Une zone de rusticité est une zone géographique dans laquelle une catégorie spécifique de plante est capable de vivre.

## Description
Lors de fortes gelées, des lésions tissulaires peuvent survenir en raison de la formation de glace dans les cellules ou dans l'espace intercellulaire. La croûte de glace qui apparaît lors des dégels altère l'aération des cellules et affaiblit la résistance au gel des plantes. Les plantes exposées longtemps à la neige épaisse à une température d'environ 0 °C souffrent d'épuisement et d'attaques fongiques. En raison de la formation d'une couche de glace dans le sol, qui brise les racines, les plantes se gonflent. L’effet simultané de plusieurs de ces facteurs défavorables est souvent observé.
La rusticité et la résistance au gel des plantes se développent au début de l'hiver, au cours du processus d' endurcissement au froid. Les plantes peuvent tolérer les gelées : le seigle d'hiver (en) jusqu'à −30 °C, le blé d'hiver jusqu'à −25 °C, certaines espèces et variétés de pommiers jusqu'à −40 °C. La résistance des plantes à la fonte des semis est assurée par : l'accumulation en elles d'une grande quantité de sucres et autres substances de réserve dès le début de l'hiver ; consommation économique par les plantes (à une température d'environ 0 °C) de substances de réserve pour la respiration et la croissance ; protection des plantes contre les maladies fongiques. La résistance des plantes au gonflement est déterminée par la force et l’extensibilité des racines. Le renflement est observé plus souvent sur les sols denses, humifères et humides lors de gels et dégels répétés. La stagnation de l'eau en automne est également dangereuse ; elle aggrave le durcissement des plantes et celles-ci sont plus facilement endommagées par le gel. La stagnation de l’eau au printemps est encore plus destructrice ; les plantes fragilisées et endommagées en hiver meurent faute d'aération.
Dans le cadre de l'introduction intensive d'espèces et de formes de plantes ornementales de jardin nouvelles en Russie, la question de la durabilité des espèces introduites est actuellement extrêmement pertinente et largement discutée. Il est reconnu que dans la plupart des cas, le facteur critique pour la survie des plantes ligneuses en pleine terre dans les régions tempérées du monde est la température minimale de l'air pendant l'hiver. Mais d’autres facteurs ne peuvent être exclus. Le classement par zones de résistance au gel ne peut servir qu'à titre indicatif. Le climat local au sein de chaque zone peut varier considérablement en fonction de l'altitude de la zone au-dessus du niveau de la mer, de l'exposition des pentes, de l'influence des vallées fluviales, des villes, des réservoirs, des roses des vents et d'autres facteurs.
L'effet le plus destructeur sur les plantes n'est pas le niveau moyen des températures hivernales, mais les gelées les plus sévères, bien que de courte durée. Les valeurs proches du minimum absolu se produisent rarement, une fois tous les 50 à 80 ans, donc dans la pratique, la moyenne des températures minimales absolues de l'air est utilisée comme indicateur du risque de gel.

## En Russie
L'adaptation des plantes introduites en Russie centrale est influencée de manière décisive par les températures minimales de l'air et du sol en hiver, la durée des fortes gelées, la somme des températures négatives pendant la période froide de l'année et les fluctuations des températures quotidiennes à la fin de l'hiver, et pendant la période de dégel. La quantité de chaleur pendant la saison de croissance est importante pour les résultats de l'hivernage. Les dégels hivernaux prolongés sont défavorables, en particulier dans la seconde moitié de l'hiver, car avec le réchauffement, les processus de croissance commencent et les plantes sortent de leur dormance. Au retour du froid, ils peuvent être endommagés par des gelées même mineures. Les conséquences néfastes de tels dégels comprennent la réduction ou la disparition de la couverture neigeuse protectrice.
Les hivers dits anormalement rigoureux, ou critiques, ont un effet particulièrement négatif sur les plantes. Les conséquences d'hivers anormalement chauds affectent principalement la floraison et la fructification en raison des dommages causés aux bourgeons qui ont commencé à pousser à la suite du retour du froid. Après des hivers rigoureux, il y a généralement une mort massive ou un gel très sévère au niveau de la neige ou de toute la partie aérienne.
La rusticité hivernale est un concept très variable. Il change avec l'âge des plantes et dépend du régime des vents, du microclimat, du type et de l'humidité du sol de la zone de culture.

### Évaluation de la rusticité hivernale
Pour évaluer le degré de résistance à l'hiver des arbres et arbustes en Russie, l'échelle à sept points du Jardin botanique de Moscou, basée sur le degré de gel des plantes, est considérée comme la plus courante. Les arbres avec des scores de 6 à 7 sont considérés comme résistants à l'hiver, 5 - moyennement résistants à l'hiver, avec un score de 4 - faiblement résistants à l'hiver et 1-2 - non résistants à l'hiver.

### Échelle d'évaluation de la résistance à l'hiver des plantes
Les jardins botaniques utilisent principalement la méthodologie de Lapina P.I et Sidneva S.V (1973), dans laquelle l'échelle est divisée en 7 points , :
- I - aucun dommage (la plante ne gèle pas) ;
- II - pas plus de la moitié de la longueur des pousses annuelles gèle ;
- III - les pousses annuelles sont complètement gelées ;
- IV - les parties bisannuelles et plus anciennes des plantes gèlent ;
- V - la couronne gèle jusqu'au niveau du manteau neigeux ;
- VI - toute la partie aérienne gèle ;
- VII - la plante gèle complètement.

## Remarques
1. ↑  (ru) « 9 (Зимостойкость растений) », dans Grande Encyclopédie soviétique (GEs),‎ 1969–1978, 3e éd. (lire en ligne)
2. ↑  « ЗИМОСТОЙКОСТЬ ХВОЙНЫХ », sur flower.onego.ru (consulté le 5 décembre 2024)
3. ↑  Лапин П. И., Сиднева С. В. Оценка перспективности интродукции древесных растений по данным визуальных наблюдений // Опыт интродукции древесных растений. — М.: ГБС АН СССР, 1973. — С. 7–67.
4. ↑  Костылев Д. А., « Обобщение данных по зимостойкости декоративных видов и сортов древесных растений », Доклад на VI конференции АППМ [archive du 2 avril 2015],‎ 25 mars 2013 (consulté le 5 mars 2015)
5. ↑  (en) Russian Forest Sciences, Allerton Press, 1992 (lire en ligne)

## Liens
- Кичина В., « Максимальная зимостойкость у плодовых культур » [archive du 2 octobre 2014], Информационный садовый центр (consulté le 23 octobre 2013)
- Кичина В., « Что такое зимостойкость садовых растений » [archive du 3 octobre 2014], Информационный садовый центр (consulté le 23 octobre 2013)
- Меженский В., « Ой, мороз, мороз, не морозь меня... » [archive du 2 octobre 2014], Информационный садовый центр (consulté le 23 octobre 2013)
- Кичина В., « Компоненты зимостойкости » [archive du 3 octobre 2014], Информационный садовый центр (consulté le 23 octobre 2013)
- Сычёв А., « Последствия сильных морозов текущей зимы и мероприятия по восстановлению подмёрзших садов » [archive du 2 avril 2015], Информационный садовый центр (consulté le 23 octobre 2013)